# ذراع أهل عثمان

تعديل مصدري - تعديل

ذراع أهل عثمان هي إحدى قرى عزلة سباح بمديرية سباح التابعة لمحافظة أبين، بلغ تعداد سكانها 75 نسمة حسب تعداد اليمن لعام 2004.